# 太阳门 (托莱多)

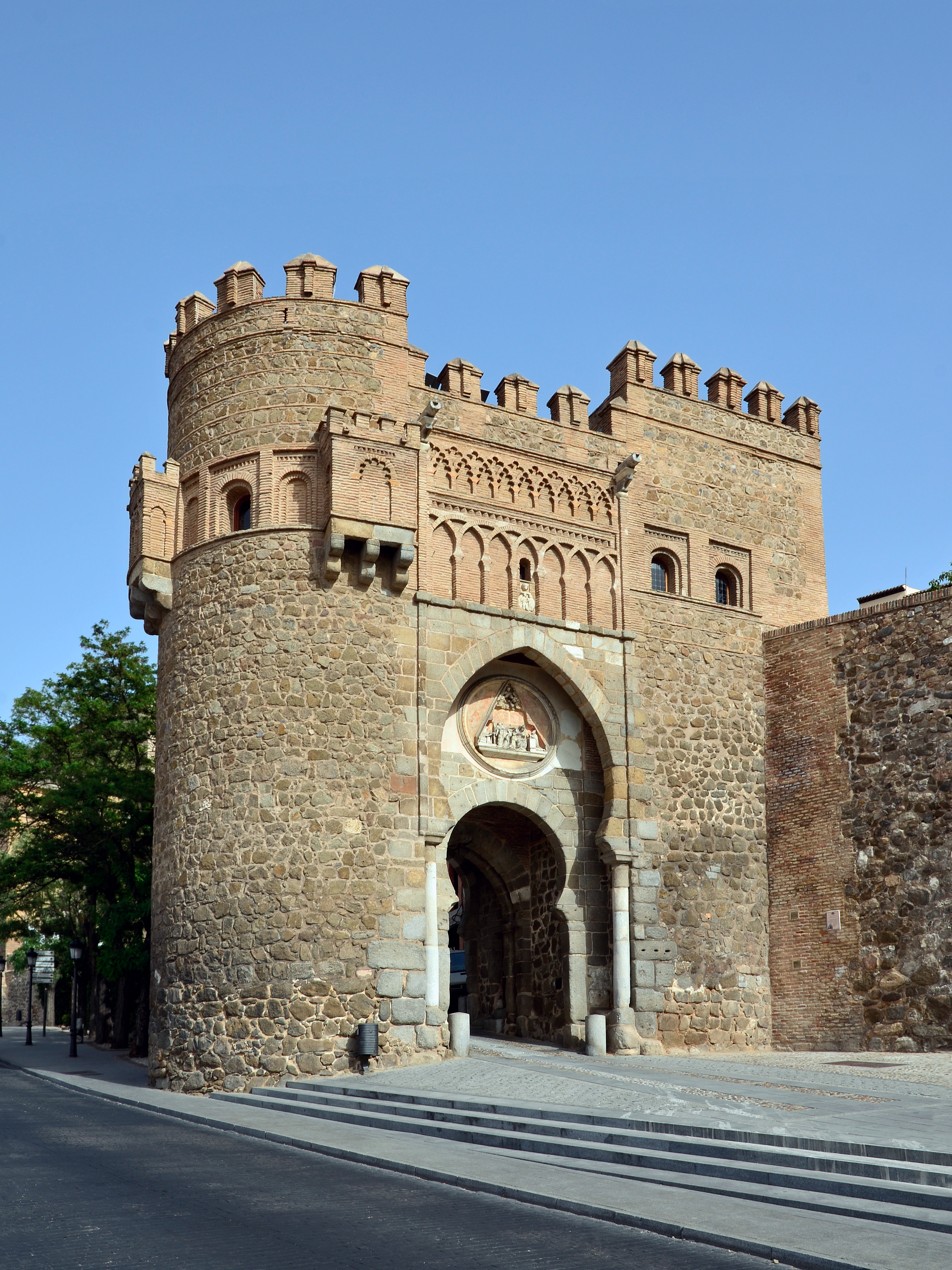
太阳门

太阳门（Puerta del Sol）是托莱多 (西班牙)的一个中世纪城门，由医院骑士团建于14世纪晚期。
门拱上的徽章描绘托莱多的主保圣人西哥特人Ildephonsus。城门的名称来自曾经画在徽章两侧的太阳和月亮。